# Jaciment de Los Saladares
Los Saladares és un jaciment arqueològic, declarat Bé d'Interés Cultural (B.I.C.), situat en un tossal a la falda de la Serra d'Hurchillo, quasi en el límit de la partida rural dels Desemparats amb el d'Arneva, ambdues pedanies d'Oriola, ciutat del Baix Segura, al País Valencià.
Abasta una àmplia cronologia, entre els segles IX i IV a. C. En ell es van trobar restes de pobladors des de la Cultura argàrica fins a la ibèrica, fet que va suposar un dels primers poblats del municipi d'Oriola juntament amb el Poblat ibèric de Sant Antoni i el Poblat ibèric del Seminari.
Aquest jaciment arqueològic va ser trobat per casualitat l'any 1968, a la fi del mes de maig, quan uns xiquets venien de jugar un partit de futbol.
Les primeres excavacions de Los Saladares es van dur a terme en la primavera de 1972 per Oswaldo Arteaga i María R. Serna, els qui van prendre part en les labors de camp. Així mateix, Vicente López Rayos, el jove descobridor i veí de Desemparats, i Carmen Espinoza, que van actuar com a assistents en el rentat, numeració, dibuix i catalogació de les troballes. Per a això es va construir un xicotet magatzem al mateix terreny. Rafael Lledó va tindre al seu càrrec la part fotogràfica, mentre que Manuel Soler va col·laborar en diversos aspectes de la topografia i planimetria dels talls i tastaments efectuats.
Durant les excavacions, van visitar els treballs l'aleshores alcalde d'Oriola, Pedro Cartagena Bueno, a més de diversos directors de museus arqueològics provincials i comarcals de la zona.